# Joseba Zaldúa
Joseba Zaldúa Bengoetxea (* 24. června 1992 San Sebastián) je španělský profesionální fotbalista, který hraje na pozici pravého obránce za španělský klub Cádiz CF.

## Klubová kariéra
Odchovanec baskického klubu Real Sociedad, kde mimo mládežnických týmů hrál i za rezervu. V A-týmu debutoval 23. 11. 2013 v La Lize proti klubu Celta de Vigo (výhra 4:3).